# Rusa timorensis
Rusa timorensis (även Cervus timorensis) är ett däggdjur inom familjen hjortdjur som förekommer i Sydostasien.
Artepitet i det vetenskapliga namnet är sammansatt av Timor som var fyndplatsen för typexemplaret och det latinska ordet ensis (boende).

## Utseende
Djuret är nära släkt med sambarhjort men tydlig mindre. Den når en kroppslängd mellan 140 och 185 centimeter, en mankhöjd av 83 till 110 centimeter och en vikt mellan 50 och 115 kg. Svansen är cirka 20 centimeter lång. Hannar är tydlig tyngre än honor. Pälsen är gråbrun och på undersidan samt extremiteternas insida ljusare. Horn finns bara hos hannar. Hornen är särskilt tjocka och per sida finns maximalt tre taggar.

## Utbredning
Arten finns på flera öar i och omkring Indonesien. Det antas att artens ursprungliga levnadsområde var belägen på öarna Java och Bali. Redan under prehistorisk tid infördes arten på andra öar som Sulawesi, Timor och Moluckerna. I nyare tider blev djuret införd på Australien, Nya Zeeland och Nya Kaledonien samt på Madagaskar och Mauritius.

## Ekologi
Habitatet utgörs av olika regioner som skogar, gräsland eller odlad mark. Rusa timorensis är huvudsakligen nattaktiv men födosöker ibland även på dagen. Utanför parningstiden lever de i flockar som är åtskilda efter kön. De är växtätare som främst har gräs och örter som föda. Enligt olika berättelser simmar de ibland i havet och äter vattenväxter.

### Fortplantning
Honor har förmåga att para sig under hela året men den viktigaste parningstiden är mellan juni och augusti. Efter dräktigheten, som varar i åtta till nio månader föder honan oftast en unge. Efter sju till åtta månader sluter honan att dia. Den blir könsmogen efter ett till två år. En individ i fångenskap levde i 21 år och en månad.